# Simojoki
Simojoki este o arie protejată (arie specială de conservare — SAC, sit de importanță comunitară — SCI) din Finlanda întinsă pe o suprafață de 1.153 ha, integral pe uscat.

## Localizare
Centrul sitului Simojoki este situat la coordonatele 65°53′09″N 25°47′27″E / 65.8858°N 25.7908°E.

## Înființare
Situl Simojoki a fost declarat sit de importanță comunitară în august 1998 pentru a proteja 1 specie de animale. Situl a fost protejat și ca arie specială de conservare în aprilie 2015.

## Biodiversitate
Situată în ecoregiunea boreală, aria protejată conține 1 habitat natural: Râuri naturale fino-scandinave.
La baza desemnării sitului se află o specie protejată de  nevertebrate: Ophiogomphus cecilia.
Pe lângă speciile protejate, pe teritoriul sitului au mai fost identificate 13 specii de păsări, 3 specii de pești.